# Akbar Hydari

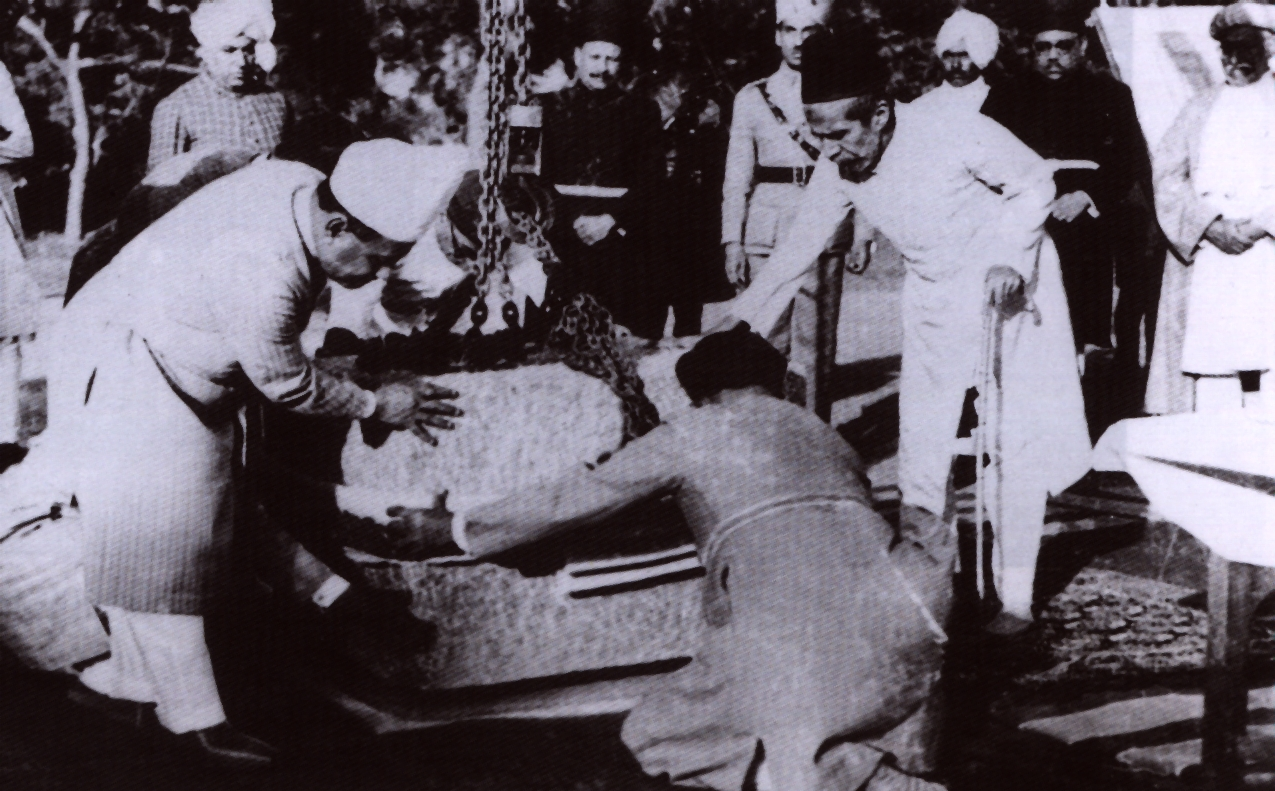
Grundsteinlegung des Unani-Krankenhauses. Stehend am Stein Asaf Jah VII und Akbar Hydari (1933)

Sir Muhammed Akbar Hydari Nawab Hyder Jung Bahādur (* 8. November 1869 in Bombay; † September 1941 in New Delhi), war langjähriger Finanzminister und 1936/37 bis 1941 Diwan des indischen Fürstenstaats Hyderabad.

## Jugend und Ausbildung
Akbar Hydari war der Sohn des hauptsächlich im Chinahandel tätigen Kaufmanns Nazarally Hydarally. Bereits im Alter von 14 Jahren bestand er die Aufnahmeprüfung der Universität Bombay, als Wahlfach hatte er Latein. Das St. Xavier’s College schloss er 17-jährig mit einem B. A. (Hons) ab.

## Lebensweg
Nach bestandener Eignungsprüfung, trat er 1888 in die koloniale Finanzverwaltung ein. Es folgten verschiedene, der Laufbahn entsprechende Stellungen: 1890 Assistant Accountant General der United Provinces (UP), 1897 Deputy Accountant General für Bombay, 1900 Madras Press Accountant, 1901 Controller Indian Treasuries, 1904 Accountant General der Central Provinces.
Im Jahre 1905 erfolgte seine Deputation nach Hyderabad, zunächst als Accountant General, 1907 wurde er als Financial Secretary in den Rat berufen. Vier Jahre darauf kam noch die Verantwortung als Staatssekretär für Inneres hinzu. Er war zeitlebens an Bildung interessiert und förderte die Einrichtung der Osmania Universität, der ersten in Indien mit Urdu als Unterrichtssprache. 1917 wurde er zum Präsidenten der All-India Mohammedan Educational Conference gewählt. Kommissarisch leitete er 1919 als Generaldirektor das Amt für Handel und Industrie.

### Finanzminister

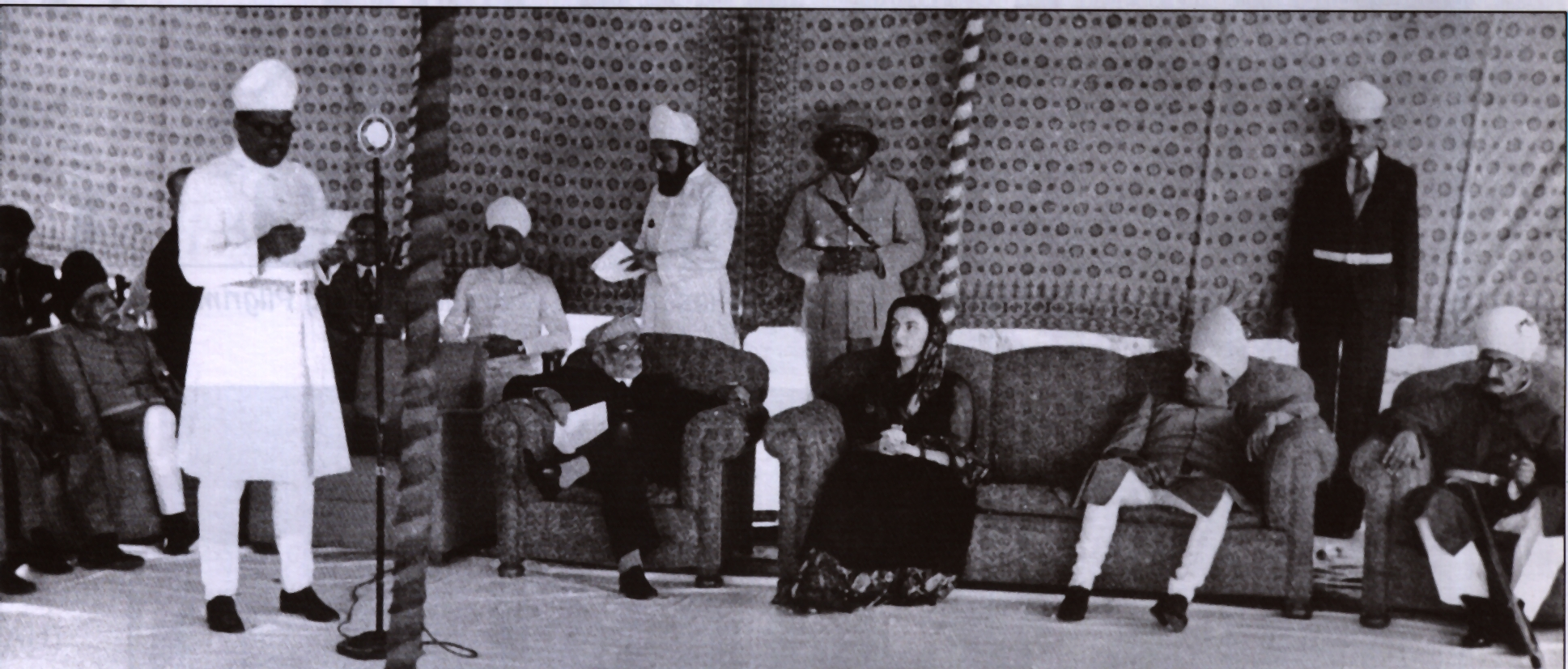
Einweihung einer Ambulanz des Osmania Krankenhauses. Sitzend von links: Akbar Hydari, Dr. Naidu, Prinzessin Dürrühshehvar, Azam Jah, Kishen Pershad

1920 wurde er zum Accountant General von Bombay berufen. 1921 kehrte er jedoch als Nachfolger von Sir Robert Glancy, als Finance Member (Finanzminister) in den Rat, nun Executive Council genannt, von Hyderabad zurück. Zu seinen Zuständigkeiten gehörte auch die Dienstaufsicht über die Nizam’s Guaranteed State Railway (NGSR). Nebenbei wurde er 1922 noch Direktor der Shahābād Cement Co. und bei der halbstaatlichen Singareni Collieries Co., die die Bergbaukonzession der Hyderabad (Deccan) Company Ende 1920 abgelöst hatte. Seit 1925 stand er dem Mining Board vor, im selben Jahr wurde er auch Vorsitzender des Inter-University Board. Weiterhin galt sein Interesse der Altertumswissenschaft, er ließ ein archäologisches Institut gründen, dessen erste Aufgabe 1928 die Renovierung der Fresken von Ajanta war.
1927 war er Gründungsvorsitzender der Muslim League innerhalb der Theosophical Society von Madras. Im Jahre 1928 wurde er britischerseits zum Privy Councillor ernannt und zum Knight Bachelor geschlagen.
Die Verwaltung der Staatsfinanzen organisierte er neu, so wurde strenger nach Amtsbereichen getrennt abgerechnet. Es wurden Staatshaushalte für jeweils drei Jahre erstellt, auch wenn die einzelnen Departments weiter bei jährlicher Rechnungsstellung blieben, Überträge waren jedoch erlaubt. Die effektivere Haushaltsplanung sanierte den Haushalt, so dass es durch die entstandenen Überschüsse 1930 möglich war, die Anteile der NGSR zu übernehmen und den Betrieb zu verstaatlichen. Er wurde dann auch der erste Präsident der Eisenbahngesellschaft. Die Weltwirtschaftskrise, mit dem einhergehenden Preisverfall für Rohstoffe – im Falle Hyderabads besonders Baumwolle – konnte ohne Steuererhöhungen überstanden werden.
Im Vorfeld der für Britisch-Indien stattfindenden Verfassungsreform, die größere demokratische Selbstverwaltung auf Provinzebene brachte, musste er die Ansichten des zeitlebens autokratischen Nizam Asaf Jah VII. gegen die angedachte Föderierung der Fürstenstaaten zu vertreten. Als von außen Kommender (non-mulki) hatte er gegenüber der einheimischen adligen Elite einen schweren Stand. Für Hyderabad, das nicht in der Chamber of Princes mitarbeitete, nahm er an der zweiten und dritten Round Table Conference 1930 und 1931 in London teil. Während seines Aufenthalts verlieh ihm die Universität Oxford einen Ehrendoktor. Beim dritten Runden Tisch nahm er seinen im britischen Kolonialdienst stehenden Sohn als Berater für Hyderabad mit.

### Diwan

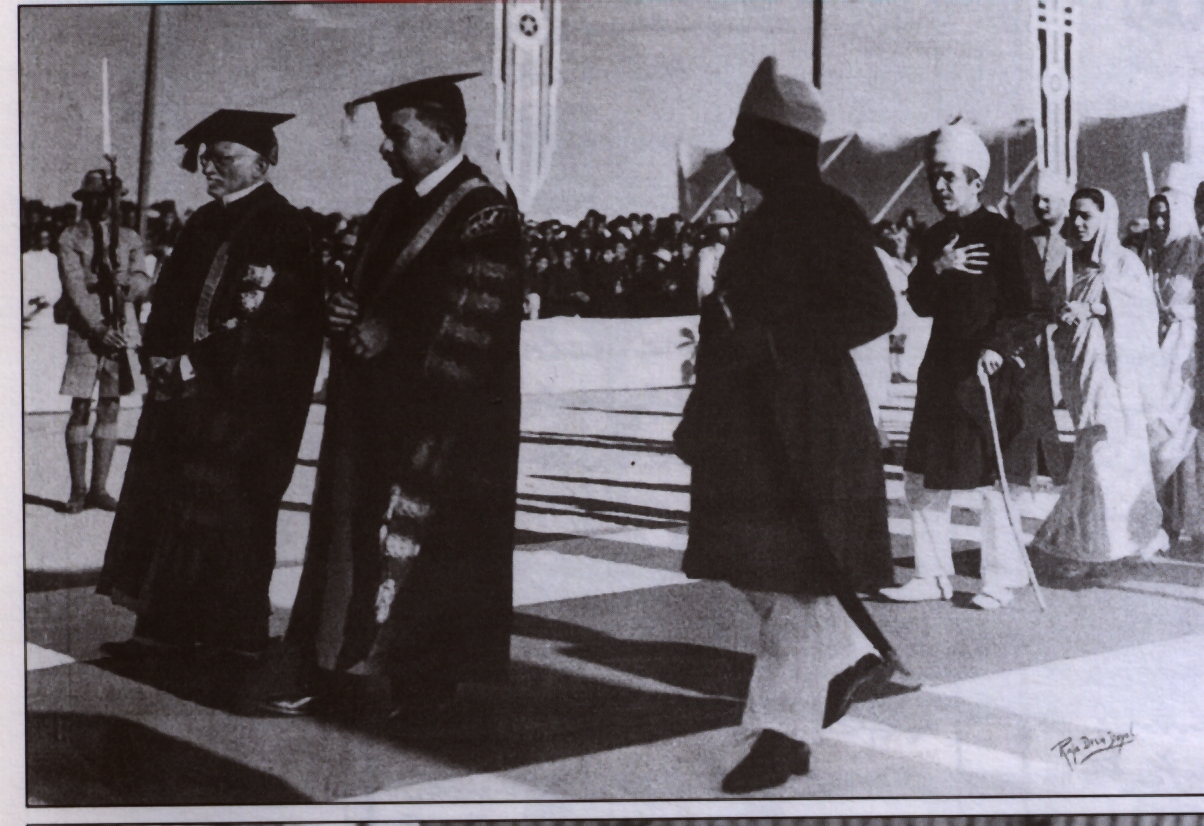
Akbar Hydari und der Vize-Kanzler der Osmania Universität bei der Einweihung des neuen Arts College (1937)

Als Nachfolger von Kishen Pershad wurde er am 18. März 1937 zum Diwan offiziell ernannt. Tatsächlich hatte er seinen kränkelnden Vorgänger schon einige Zeit vertreten. Politische Betätigung im demokratischen Sinne war in Hyderabad seit 1921 verboten. Es kam jedoch zur Gründung von Parteien etwa der muslimischen Ittehad-ul-Musalmeen, der kurzlebigen Nizam's Subject League und eines Ablegers des INC. Letzterer wurde im Juli 1938 verboten. Eine erste Satyagraha für wirkliche Religionsfreiheit fand Ende 1938 statt. Dabei wurden bis zu 20.000 Personen verhaftet, die meisten waren gegen Bezahlung aus Britisch-Indien gekommen. Die Regierung der Provinz Bombay, seit der Wahl 1937 unter Kontrolle des INC, zeigte kein Interesse, die Demonstranten zu stoppen. Zwar wurde eine Kommission (Aiyanagar Committee) einberufen, die moderate demokratische Reformen diskutierte, ihr Bericht wurde aber nicht veröffentlicht. Die britische Kriegserklärung an Deutschland am 3. September 1939 bot dann einen willkommenen Grund, jegliche Reform zu stoppen.
Der Vizekönig Lord Linlithgow berief ihn 1941 in sein Executive Council mit der Zuständigkeit für Rundfunk(propaganda).

## Familie
Verheiratet war er seit 1893 mit Amena († 1940), einer Tochter des Haji Najmuddin, aus dem in Bombay mächtigen Tyabi-Klan. Mit ihr hatte er vier Söhne und zwei Töchter. Der 1894 geborene Sohn Muhammed Saleh Akbar Hydari, oft ebenfalls nur Akbar genannt, stieg im Dienste des Government of India 1947 zum Gouverneur von Assam auf.

## Werke
- Akbar Hydari: A Mahomedan university for India. Bombay? 1904.
- Sir Akbar Hydari: General Report Of The Theosophical Society. Madras 1928. (Volltext)
- Sir Akbar Hydari: Presidential address at the Bombay Presidency Mulsim Educational Conference held at Poona, 7th September, 1934. Govt. Central Press, Hyderabad 1934.
- Stella Kramrisch, Sir Akbar Hydari: A survey of painting in the Deccan. India Society, Hyderabad 1937.
- Ali Yavar Jung (Ali Yavar), Akbar Hydari (chairman): Report of proceedings. Committee of States' Ministers. Bombay, 12th, 13th & 14th April 1939. New Delhi 1939.